# Família Allison
Hudson Joshua Creighton Allison (9 de dezembro de 1881 – 15 de abril de 1912), sua esposa, Bess Waldo Allison (nascida  Daniels) (14 de novembro de 1886 – 15 de abril de 1912), a filha deles Helen Loraine Allison (5 de junho de 1909 – 15 de abril de 1912) e o filho, Hudson Trevor Allison (7 de maio de 1911 – 7 de agosto de 1929) foram passageiros da primeira classe a bordo do RMS Titanic, que atingiu um iceberg e afundou em 15 de abril de 1912. Apenas Trevor sobreviveu.

## História
Os Allisons, com destino a Montreal, reservaram passagens na primeira classe do Titanic. Embarcaram em Southampton juntamente com quatro serviçaos: uma criada, Sarah Daniels (sem relação com Bess); uma enfermeira, Alice Cleaver; uma  cozinheira, Amelia Mary Brown (Mildred); e um mordomo, George Swane. Hudson e Bess ocuparam a cabine C-22, Sarah e Loraine ocuparam a C-24 e  Alice e Trevor ocuparam a C-26. Duas cabines na segunda classe também foram reservadas para George e Mildred.

Após o navio atingir o iceberg, Hudson saiu da cabine para descobrir o que estava acontecendo. Enquanto estava fora, Alice pegou Trevor e foi ao encontro dos outros empregados na segunda classe. Hudson retornou e descobriu que todos tinham partido. Ele conduziu Bess e Loraine até o Bote 6, e aparentemente saiu do local antes que este fosse lançado. O Major Peuchen relembrou como elas quase foram salvas: 
| “ | "A Sra. Allison poderia ter partido em perfeita segurança, mas alguém lhe disse que o Sr. Allison estava em um bote sendo baixado no lado oposto do convés, e com sua filha pequena, ela correu para fora do bote. Aparentemente ela chegou ao outro lado percebendo que o Sr. Allison não estava lá. Enquanto isso nosso bote foi liberado. | ” |

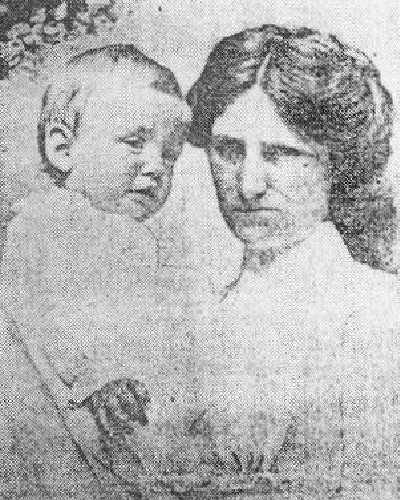
Brave Nurse and the Babe She Saved: Alice Cleaver com Trevor Allison (1912)

George viu Alice, Mildred e Trevor seguros dentro do Bote 11, que deixou o navio por volta da  1:45 da manhã, quase uma hora depois do Bote 6. Sarah tinha subido no convés mais cedo para investigar os acontecimentos e foi rapidamente colocada em um bote por um tripulante que prometeu informar os Allisons sobre seu paradeiro. Variações da estória afirmam que Alice entrou em pânico e agarrou Trevor, sem informar a Bess que estaria partindo, e que Bess se recusou a partir sem o bebê, embora seja possível que todo o grupo tenha ido ao convés juntos e que  Alice e Trevor simplesmente se perderam na multidão.
Hudson, Bess, Loraine e George se perderam no naufrágio. Se George encontrou ou não os Allisons e os informou que Trevor estava seguro longe do navio é desconhecido, mas se ele o fez, é provável que a informação tenha chegado tarde demais para que qualquer um deles tenha deixado o navio. Bess foi uma de apenas quatro mulheres da primeira classe (incluindo Ida Straus e Edith Corse Evans) que pereceram, enquanto  Loraine foi a única criança da primeira e segunda classe que faleceram. O corpo de Hudson foi o 135.º recuperado pelo Mackay-Bennett; o de George foi o 294º. O corpo de Hudson foi enterrado no jazigo da família no Maple Ridge Cemetery próximo de Winchester, Ontário.
Alice ae Trevor se encontraram em Nova Iorque com o irmão de Hudson, George, que, junto com sua esposa, Lillian, tomaram a custódia do agora órfão  Trevor. Trevor morreu em 7 de agosto de 1929, aos 18 anos, vítima de intoxicação alimentar. Foi enterrado ao lado de seu pai.

## Afirmação de Helen Loraine Kramer de que ela era Loraine Allison
Em 1940, Uma mulher chamada Helen Loraine Kramer afirmava que ele era Loraine Allison e que, no último minuto, seus pais a entregaram para um homem que se apresentava como Hyde (cuja identidade ela dizia ser do engenheiro naval  Thomas Andrews), que a criou em uma fazenda no meio-oeste americano. Sua afirmação, entretanto, não foi aceita pela família Allisons. Eventualmente, ele se mudou e nunca se ouviu falar dela novamente.
Em dezembro de 2013, o Loraine Allison Identification Project anunciou os resultados de um teste de DNA mitocondrial doado pelos descendentes de Kramer e descendentes dos Allisons. O teste foi feito pelo DNA Diagnostics Center, uma instalação credenciada pela The American Society of Crime Laboratory Directors. Os resultados foram negativos, demonstrando que não havia relação existente entre Kramer e os Allisons.

## Os Allison em filmes
Os Allison foram um dos principais personagens na minissérie de 1996 Titanic. A subtrama em relação a eles era altamente ficcional e cheia de imprecisões históricas: por exemplo, acrescentou a história o antigo mito que Alice (interpretado por Felicity Waterman) era uma criança assassina que roubou Trevor em um ataque de pânico, forçando o resto da família a permanecer no navio procurando por ele até que fosse tarde demais. Seus outros empregados (Sarah, Mildred e George) não foram apresentados nele - a única que viajava com eles era Alice.
Os Allison também foram retratados na minissérie de 2012 Titanic.